# روتساوا
روتساوا (به لاتین: Rucava) یک روستا در لتونی است که در شهرداری روتساوا واقع شده‌است. روتساوا ۱٫۷ کیلومتر مربع مساحت و ۷۰۰ نفر جمعیت دارد.